# Алёхин, Евгений Константинович
Евгений Константинович Алёхин (1942—2020) — советский и российский учёный-фармаколог и иммунофармаколог, педагог и организатор науки в области медицины, доктор медицинских наук (1985), профессор (1988), соросовский профессор. Заслуженный деятель науки Республики Башкортостан (1995). Заслуженный деятель науки Российской Федерации (2003).

## Биография
Родился 19 декабря 1942 года в Уфе.
С 1961 по 1966 год обучался в лечебном факультете Башкирского государственного медицинского института, по окончании которого с отличием получил квалификацию врача-фармаколога. С 1966 по 1969 год проходил обучение в аспирантуре по кафедре фармакологии.
С 1969 по 2020 год на педагогической работе в Башкирском государственном медицинском университете: с 1969 по 1988 год — ассистент,  доцент и профессор. С 1988 по 2011 год — проректор по научной работе и одновременно с 1990 по 2018 год — заведующий кафедрой фармакологии с курсом клинической фармакологии. С 2018 по 2020 год — профессор этой кафедры.
В 1969 году Е. К. Алёхин защитил диссертацию на соискание учёной степени — кандидата медицинских наук, в 1985 году — доктора медицинских наук. В 1983 году Е. К. Алёхину было присвоено учёное звание — доцента, а в 1988 году — профессора.
Е. К. Алёхин стоял у истоков становления отечественной иммунофармакологии и являлся одним из ведущих специалистов в этой области. Большим достижением  Алёхина стало теоретическое и экспериментальное обоснование возможности одновременной разнонаправленной лекарственной модуляции   антиинфекционного и трансплантационного иммунитета, им был внесён весомый вклад в понимание механизма действий бактериальных полисахаридов и производных пиримидина. Алёхин являлся одним из ведущих создателей нового оригинального стимулятора иммунитета — оксиметилурацила, сочетающего гепатопротекторные, антиоксидантные и иммуностимулирующие свойства, а так же основным организатором исследований по использованию в терапии геморрагической лихорадки с почечным синдромом таких медицинских препаратов как йодантипирин и анандин, результатом этих исследований стало включение этих препаратов в практику лечения.
Помимо основной деятельности Е. К. Алехин являлся членом Правления Российского научного общества фармакологов, а так же членом Отделения медицинских наук Академии наук Республики Башкортостан. Алёхин являлся автором более трёхсот научных трудов, в том числе десяти монографий и тридцати пяти свидетельств и патентов на изобретения. Под руководством Алёхина было выполнено 26 кандидатских и докторских диссертаций.
В 1995 году «За заслуги  в научной деятельности» Евгений Константинович Алёхин был удостоен почётного звания — Заслуженный деятель науки Республики Башкортостан.
17 мая 2000 года Указом Президента России «За заслуги  в  научной деятельности» Евгений Константинович Алёхин был удостоен почётного звания — Заслуженный деятель науки Российской Федерации.
Скончался 20 декабря 2020 года в Уфе.

## Основные труды
Основной источник:
- Дикорастущие лекарственные растения Башкирии / Алехин Е. К., Кучеров Е. В., Лазарева Д. Н., Абдуллина Р. Н., Кузнецова Н. А., Зарудий Ф. С. – Уфа: Башкирское книжное изд-во, 1975 г. — 365 с.
- Стимуляторы иммунитета / Д. Н. Лазарева, Е. К. Алехин. - М. : Медицина, 1985 г. — 256 с.
- Современные методы диагностики, лечения и реабилитации больных с заболеваниями сердечно-сосудистой системы: Сб. науч. тр. / Редкол.: Алехин Е. К. (отв. ред.) и др. Башк. гос. мед. ин-т им. XV-летия ВЛКСМ; - Уфа : БГМИ, 1990 г. — 87 с.
- Иммунотропные свойства лекарственных средств / Е. К. Алехин, Д. Н. Лазарева, С. В. Сибиряк; АН Респ. Башкортостан, Башк. гос. мед. ин-т. - Уфа : Б. и., 1993 г. — 208 с.
- Влияние лекарственных средств на процессы свободно-радикального окисления : (Справочник) / Е. К. Алехин, А. Ш. Богданова, В. В. Плечев, Р. Р. Фархутдинов. - Уфа, 2002 г. — 287 с. — ISBN 5-7812-0004-5
- Руководство к практическим занятиям по фармакологии: в 2-х частях / Сост. Алехин Е. К. и др. М-во здравоохранения Рос. Федерации, Башк. гос. мед. ун-т;  - Уфа : БГМУ, 2003 г.
- Иммурег / Д. Н. Лазарева, Е. К. Алехин, В. В. Плечев, В. М. Тимербулатов, Д. В. Плечева – Уфа: Изд-во БГМУ, НПО «Башбиомед», 2004 г. — 104 с. — ISBN 5-8258-0143-X
- Лекарства, применяемые при неотложных состояниях. Справочник по скорой медицинской помощи: 2-е изд., перераб. и доп./ Е.К. Алехин, А.Ш. Богданова, Л.А. Рябчинская. – Уфа: Изд-во БГМУ, 2006 г. – 101 с. — ISBN 594780090 X
- Фармакология эффекторных систем. Химиотерапевтические средства: в 2-х частях / Е. К. Алехин, Н. А. Муфазалова, И. Л. Никитина и др.; Башкирский гос. мед. ун-т. - Уфа : Башк. гос. мед. ун-т, 2007 г. — 206 с.

## Награды
- Орден Дружбы (2007[3])

### Звания
- Заслуженный деятель науки Российской Федерации (2003[4])
- Заслуженный деятель науки Республики Башкортостан (1995[2])